# ブライアン・ダウニー
ブライアン・マイケル・ダウニー（Brian Michael Downey　1951年1月27日 - ）はアイルランド・ダブリン出身のロック・ドラマー。幼馴染のフィル・ライノットとともにロックバンドシン・リジィを結成。
シン・リジィでは作曲にも数多く参加し、Allmusicの評論家エドゥアルド・リヴァダヴィアによれば、彼は「同時代のロック・ドラマーの中で最も過小評価された者のひとり」であるとのこと。
「ローリング・ストーン誌の選ぶ歴史上最も偉大な100人のドラマー」において82位。

## キャリア
アマチュア時代から数多くのローカル・バンドでプレイ。過去一緒にプレイした間柄でもあるライノットの誘いで、彼のバンドオーファネイジ (Orphanage) に加入。そしてギタリストのエリック・ベルと出会い、ライノット、ベルとともにトリオ編成のシン・リジィを結成。その後、ベルの後任であるスコット・ゴーハムがバンドに定着した以外メンバーは目まぐるしく変わったが、ライノットとダウニーは一貫して在籍し続けた。
ダウニーはライノットのソロ･アルバムでもプレイした。
1986年1月4日にライノットが死去し、同年5月、アイルランドの失業者支援コンサート "Self Aid" で一夜限りの再結成ライブを行った（メンバーはダウニー、ゲイリー・ムーア、スコット・ゴーハム、ボブ・デイズリー）。その後ジョン・サイクス、スコット・ゴーハム、ダレン・ウォートン、マルコ・メンドーサらとともにトリビュート・シン・リジィでもプレイした。
2005年8月20日、フィル・ライノットのアイルランドへの功績を記念してダブリン市内にライノットの銅像が建立され、その除幕式にダウニーも他のメンバーとともに出席。追悼コンサートでもプレイした。
2007年にはゲイリー・ムーアのアルバム Close As You Get のレコーディングに参加し、ツアーにも同行。
2010年には再度シン・リジィに復帰し、2011年にはライノット没後25周年記念ツアーも行った。